# Leipziger Zeitung (seit 2015)
Die Leipziger Zeitung (LZ) ist eine Regionalzeitung, die seit März 2015 in Leipzig zunächst wöchentlich und seit November 2015 monatlich erscheint. Sie wird verlegt, gedruckt und vertrieben durch die LZ Medien GmbH. Schwerpunktmäßig berichtet sie über sächsische Landes- sowie Leipziger Kommunalpolitik, Wirtschaft, Gesellschaft, Bildung, Wissenschaft, Kultur und Sport.

## Geschichte
In den Jahren 1946 bis 1948 existierte bereits eine Zeitung unter diesem Namen.
Die Leipziger Zeitung wurde von Mitarbeitern der Leipziger Internet Zeitung, der Stadtteilzeitung 3Viertel sowie der Netzplattform Weltnest mit dem Ziel ins Leben gerufen, eine Alternative zu dem Monopol der Leipziger Volkszeitung, zu schaffen. Sie war zunächst als wöchentlich erscheinende Zeitung konzipiert. Da das dazu erforderliche Ziel, in kurzer Zeit 12.000 Abonnenten zu gewinnen, nicht erfüllt werden konnte, mussten die Herausgeber im August desselben Jahres Insolvenz anmelden. In der Folge wurde die Zeitung von der neu gegründeten LZ Medien GmbH übernommen, das Redaktionsteam verkleinert und die Erscheinungsweise auf einen monatlichen Rhythmus umgestellt.
Am 14. Januar 2021 ging die Webpräsenz der Leipziger Internet Zeitung in die LZ über. Seitdem erscheinen beide unter demselben Namen.
Im März 2023 gab die Geschäftsführung der LZ bekannt, dass die zuletzt erschienene März-Ausgabe der gedruckten Leipziger Zeitung die letzte sein werde und diese fortan als ePaper weiter veröffentlicht werde.